# Antwerpsche Medaille 1832

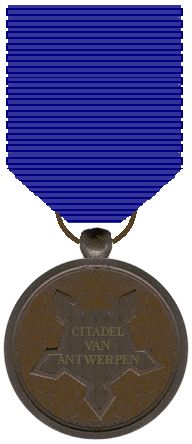
De medaille

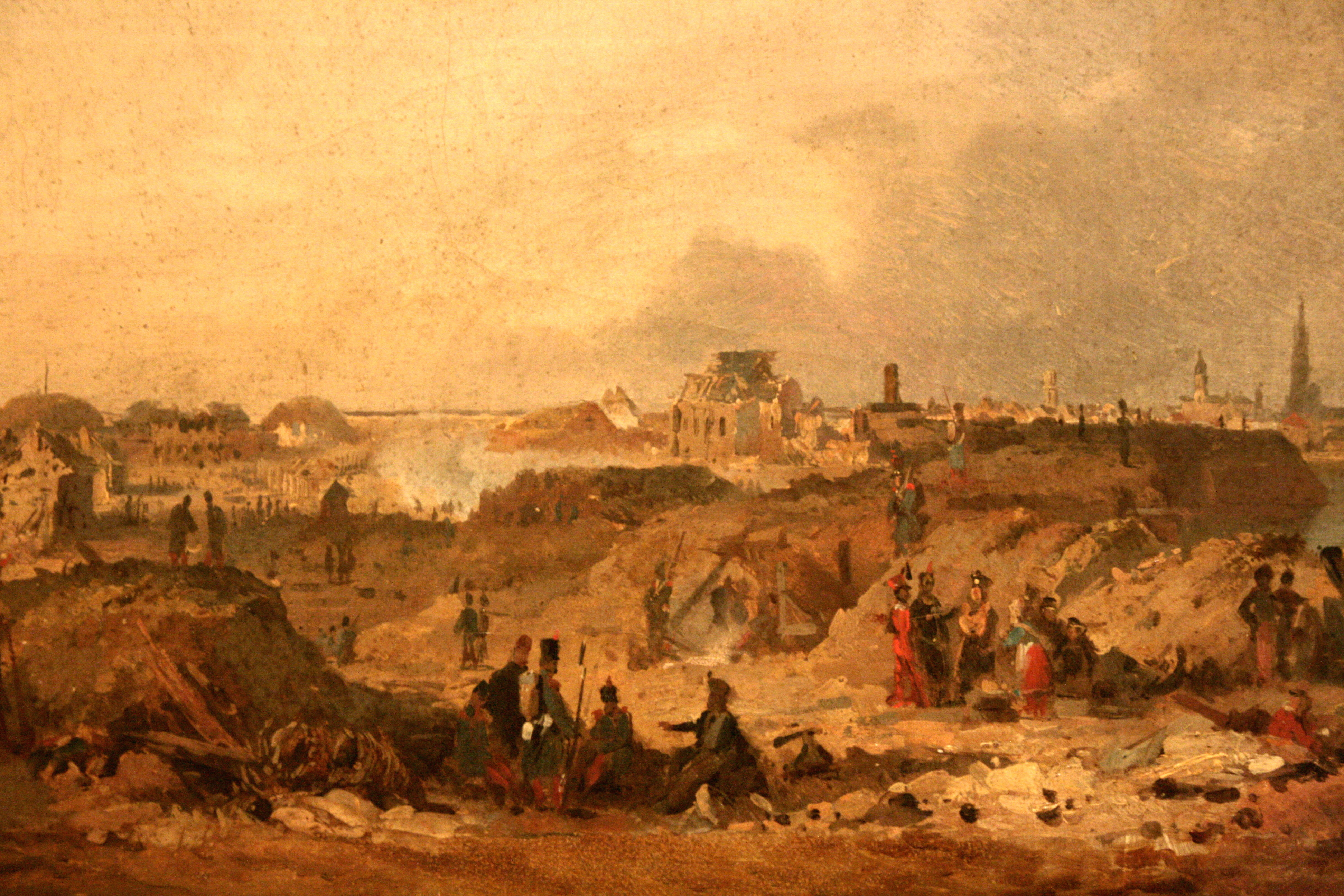
De gebombardeerde citadel, geschilderd door Ferdinand de Braekeleer

De Antwerpsche Medaille 1832, ook Antwerpsche Medaille genoemd, is een Nederlands ereteken dat werd uitgereikt aan de verdedigers van de Citadel van Antwerpen tijdens de belegering in 1832.

## Instelling
De Nederlandse regering heeft in 1815 nagelaten om medailles in te stellen voor de soldaten die in de veldslagen bij Waterloo en Quatre Bras Napoleon verjoegen. Het voorbeeld van de Duitse regeringen en het Verenigd Koninkrijk die dat wél deden en campagnemedailles instelden werd niet gevolgd.
In de nasleep van de Belgische opstand werden behalve deze medaille een Metalen Kruis 1830-1831 en een Metalen Kruis Vrijwilligers 1830-1831 ingesteld. Pas in 1864 kwam er een klein zilveren kruisje, het Zilveren Herdenkingskruis 1813-1815 voor de veteranen van de napoleontische oorlogen.
De Antwerpsche Medaille 1832 werd door koning Willem I der Nederlanden ingesteld in zijn Koninklijk Besluit van 31 mei 1833 en zou worden toegekend, zo stelde het besluit, als "beloning aan hen, die tijdens het beleg der Citadel van Antwerpen in het tijdvak van 28 november tot en met 24 december 1832, in de citadel en onderhorige forten (Vlaamsche Hoofd, Burcht, Zwijndrecht en Austruweel), alsmede op de flottille op de Schelde voor Antwerpen, hebben gediend".

## De medaille
De Antwerpsche Medaille 1832 is van brons en heeft een doorsnede van drie centimeter. Op de voorzijde is het de vijfhoekige vorm van de Citadel van Antwerpen afgebeeld. In de citadel staat "CITADEL VAN ANTWERPEN" geschreven. Langs de afsnede, de onderrand, is de naam van de ontwerper te lezen: "J.P. SCHOUBERG F.". De "F" staat voor het Latijnse woord "fecit" (heeft gemaakt). Op de keerzijde is een lauwerkrans afgebeeld, waarbinnen een gekroonde W, het monogram van de koning en de datum "DECEMBER 1832".
Het lint waaraan de medaille op de linkerborst werd gedragen is Nassaus blauw en 27 millimeter breed.
Er zijn ook medailles met een bronzen lauwerkrans tussen het lint en de medaille. Deze lauwerkrans was een door de gedecoreerden zèlf, en dus onofficieel, draagteken om het verkrijgen van de Eervolle Vermelding tijdens de belegering van de citadel aan te geven.De Nederlandse regering liet het dragen van deze krans oogluikend toe en stelde pas in 1877 een Kroon voor Eervol Vermelden op het lint van het in 1869 ingestelde Ereteken voor Belangrijke Krijgsbedrijven in.
Men droeg lint en medaille ook als baton en als miniatuur.
De Antwerpsche Medaille, gedragen door generaal Baron Chassé, commandant van de door de Fransen belegerde vesting, werd in een Koninklijk Besluit van 13 juni 1857 door koning Willem I als vaandeldecoratie toegekend aan het vaandel van het 7e Regiment Infanterie.
De gedecoreerde militairen ontvingen een certificaat waarin een hoge ambtenaar, de directeur-generaal van Oorlog, op 24 augustus 1833 attesteerde dat de bezitter "geregtigd" was om de medaille te dragen.